# Avitta puncta
Avitta puncta är en fjärilsart som beskrevs av Alfred Ernest Wileman 1911. Avitta puncta ingår i släktet Avitta och familjen nattflyn. Inga underarter finns listade i Catalogue of Life.